# Sinal de partida
Sinal de partida  é o meio de assinalar o começo de uma acção ou actividade.
O sinal de partida mais vulgarmente conhecido é do assobio e do movimento com uma bandeira ou um objecto luminoso efectuado pelo chefe de estação que assinala a partida de um comboio.
No desporto, o sinal de partida pode ser :
- o  tiro  de uma prova dos Jogos Olímpicos
- o hastear de uma bandeira acompanhada por um sinal acústico - buzina, tiro - numa regata
- a extinção das luzes numa corrida motorizada - F1

Nos desportos que têm lugar em terra, o sinal de partida está associado a uma linha de partida,  um traço  marcado no solo .
Nos desportos aquáticos como a vela, visto que a linha de partida não pode ser materializada,  é uma linha imaginária entre duas marcas,  balizas ou  boia que é utiliza. 